# Василєвка (Нижньогородська область)
Василєвка (рос. Васильевка) — село в Сеченовському районі Нижньогородської області Російської Федерації.
Населення становить 314 осіб. Входить до складу муніципального утворення Василєвська сільрада.

## Історія
Від 2009 року входить до складу муніципального утворення Василєвська сільрада.

## Населення
| 2002 | 2010 |
| ---- | ---- |
| 320  | ↘314 |